# Сен-Пьер-дю-Жонке
Сен-Пьер-дю-Жонке́ (фр. Saint-Pierre-du-Jonquet) — коммуна во Франции, находится в регионе Нижняя Нормандия. Департамент коммуны — Кальвадос. Входит в состав кантона Троарн. Округ коммуны — Кан.
Код INSEE коммуны — 14651.

## Население
Население коммуны на 2010 год составляло 210 человек.
| 1962 | 1968 | 1975 | 1982 | 1990 | 1999 | 2010 |
| ---- | ---- | ---- | ---- | ---- | ---- | ---- |
| 133  | 143  | 138  | 143  | 146  | 155  | 210  |

## Экономика
В 2010 году среди 136 человек трудоспособного возраста (15—64 лет) 110 были экономически активными, 26 — неактивными (показатель активности — 80,9 %, в 1999 году было 74,8 %). Из 110 активных жителей работали 101 человек (56 мужчин и 45 женщин), безработных было 9 (6 мужчин и 3 женщины). Среди 26 неактивных 7 человек были учениками или студентами, 16 — пенсионерами, 3 были неактивными по другим причинам.